# Селкооп
Селкооп или селска кооперация е популярно название на кооперациите по селата в България в годините след установяването на народната власт, когато става диференциация в многообразната стопанска дейност на всестранните кооперации като кредитиране, влогонабиране, търговия със стоки за потребление, общи доставки на земеделски инвентар, продажби и преработки на кооперативни начала на селско-стопански произведения, обществено хранене и битови услуги. Селкоопите организират търговия на дребно и се развиват като потребителни кооперации.